# Liste der Mitglieder der American Academy of Arts and Sciences/1953
Im Jahr 1953 wählte die American Academy of Arts and Sciences 95 Personen zu ihren Mitgliedern.

## Neu gewählte Mitglieder
- John Adams (1875–1964)
- Thomas Boylston Adams (1910–1997)
- Lawrence Bernhart Anderson (1906–1994)
- Samuel Tomlinson Arnold (1892–1956)
- Robert Bacher (1905–2004)
- Henry Ives Baldwin (1896–1992)
- Frank Ambrose Beach jr. (1911–1988)
- Sanborn Conner Brown (1913–1981)
- Sevellon Ledyard Brown (1886–1956)
- John Machlin Buchanan (1917–2007)
- Lyman Henry Butterfield (1909–1982)
- George F. Carrier (1918–2002)
- John Ciardi (1916–1986)
- John Phillips Coolidge (1913–1995)
- Gerty Theresa Cori (1896–1957)
- Derek Ernest Denny-Brown (1901–1981)
- Karl W. Deutsch (1912–1992)
- Martin Deutsch (1917–2002)
- Theodosius Dobzhansky (1900–1975)
- Ernest Stanley Dodge (1913–1980)
- Ralph Isadore Dorfman (1911–1985)
- Tilly Edinger (1897–1967)
- Conrad Arnold Elvehjem (1901–1962)
- Robert Emerson (1903–1959)
- Jack Richard Ewalt (1910–1998)
- Jacob Fine (1900–1980)
- Edward Sanborn French (1883–1968)
- Joseph Stewart Fruton (1912–2007)
- John William Gardner (1912–2002)
- Joseph Garland (1893–1973)
- Theodore Meyer Greene (1897–1969)
- George Maxim Anossov Hanfmann (1911–1986)
- Eric A. Havelock (1903–1988)
- Roland Hayes (1887–1977)
- Albert Gordon Hill (1910–1996)
- Henry-Russell Hitchcock (1903–1987)
- Richard Alden Howard (1917–2003)
- Walter Lee Hughes (1915–2009)
- Francis Keppel (1916–1990)
- Albert Jan Kluyver (1888–1956)
- Oliver La Farge (1901–1963)
- Walter Landauer (1896–1980)
- Paul Henry Lang (1901–1991)
- William L. Langer (1896–1977)
- Joseph Carl Robnett Licklider (1915–1990)
- Chester Ray Longwell (1887–1975)
- Barbara Wharton Low (1920–2019)
- George Mackey (1916–2006)
- David Thompson Watson McCord (1897–1997)
- Ross Armstrong McFarland (1901–1976)
- Howard Oldford McMahon (1914–1990)
- Boris Mirkin-Getzewitsch (1892–1955)
- Agnes Mongan (1905–1996)
- Robert Earle Moody (1901–1983)
- William MacGregor Murray (1910–1990)
- Jason John Nassau (1893–1965)
- Edwin Broomell Newman (1908–1989)
- Brian O’Brien (1898–1992)
- Douglas Llewellyn Oliver (1913–2009)
- Robert Treat Paine (1900–1965)
- Elliott Perkins (1901–1985)
- Philip Phillips (1900–1994)
- Eugene Rabinowitch (1901–1973)
- John Crowe Ransom (1888–1974)
- Simon Rawidowicz (1897–1957)
- Joseph Foster Ross (1910–1999)
- William Walden Rubey (1898–1974)
- Rudolf Růžička (1883–1978)
- William Gurdon Saltonstall (1905–1989)
- Heinrich Schneider (1889–1972)
- Franz Schrader (1891–1962)
- Erwin Schwenk (1887–1976)
- Ernest Robert Sears (1910–1991)
- Milton Clayton Shaw (1915–2006)
- William Bradford Shockley (1910–1989)
- Percy Spencer (1894–1970)
- Leslie Spier (1893–1961)
- Lyman Spitzer (1914–1997)
- Adlai Ewing Stevenson (1900–1965)
- Horton Guyford Stever (1916–2010)
- Charles Gardner Swain (1917–1988)
- Vernon Dale Tate (1909–1989)
- Arne Wilhelm Kaurin Tiselius (1902–1971)
- Warren Stenson Tryon (1901–1989)
- Frans Verdoorn (1906–1984)
- Arthur Andrew Vernon (1902–1973)
- David Meredith Seares Watson (1886–1973)
- Fletcher Guard Watson (1912–1997)
- Julian Hale Webb (1902–1988)
- Harry Blackmore Whittington (1916–2010)
- Jerome Wiesner (1915–1994)
- George Huntston Williams (1914–2000)
- Peter Woodbury (1899–1970)
- John Joseph Wright (1909–1979)
- Frederick Roelker Wulsin (1891–1961)